# Las Lajas (Dominicaanse Republiek)
Las Lajas is een gehucht (paraje) in de provincie Independencia van de Dominicaanse Republiek. Het is de meest westelijke plaats van het land, op ca. 5 km van de grens met Haïti en wordt gebruikt om de oost-west afstand van het land te meten. In het oosten van het land ligt het meetpunt bij Cabo Engaño. De UTC tijd is hier -4 uur voor de Dominicaanse Republiek en -5 uur voor Haïti. De stad ligt ten noorden van het Étang Saumâtre (Haïti) en ten noordwesten van het Enriquillomeer. Ten westen ligt het beschermd natuurgebied Las Caobas (105km², IUCN-categorie III,  Natuurmonument).